# Galáxia de Andrômeda
A galáxia de Andrômeda (português brasileiro) ou galáxia de Andrómeda (português europeu) (Messier 31, NGC 224) é uma galáxia espiral localizada a cerca de 2,54 milhões de anos-luz de distância da Terra, na direção da constelação de Andrômeda. É a galáxia espiral mais próxima da Via Láctea e seu nome é derivado da constelação onde está situada, que, por sua vez, tem o nome derivado da princesa mitológica Andrômeda. É a maior galáxia do Grupo Local, que também contém a Via Láctea, a galáxia do Triângulo e aproximadamente 30 outras menores. O levantamento feito pelo Telescópio Espacial Spitzer em 2006 determinou que sua massa é de aproximadamente ~0,8-1,5 × 1012 massas solares enquanto a Via Láctea tem uma massa estimada em 8,5 × 1011 massas solares. Sua população estelar atinge aproximadamente 1 trilhão (escala longa, usada em Portugal: um bilião) de estrelas enquanto a Via Láctea conta com algo entre 200 a 400 bilhões (escala longa: 200 a 400 mil milhões) de estrelas.
Com uma magnitude aparente de 3,4, é um dos objetos astronômicos mais brilhantes do catálogo de objetos do céu profundo do astrônomo francês Charles Messier, visível a olho nu na ausência da Lua. Possui entre 180 e 220 mil anos-luz de diâmetro e uma magnitude absoluta de -21,4.

## Descoberta e visualização

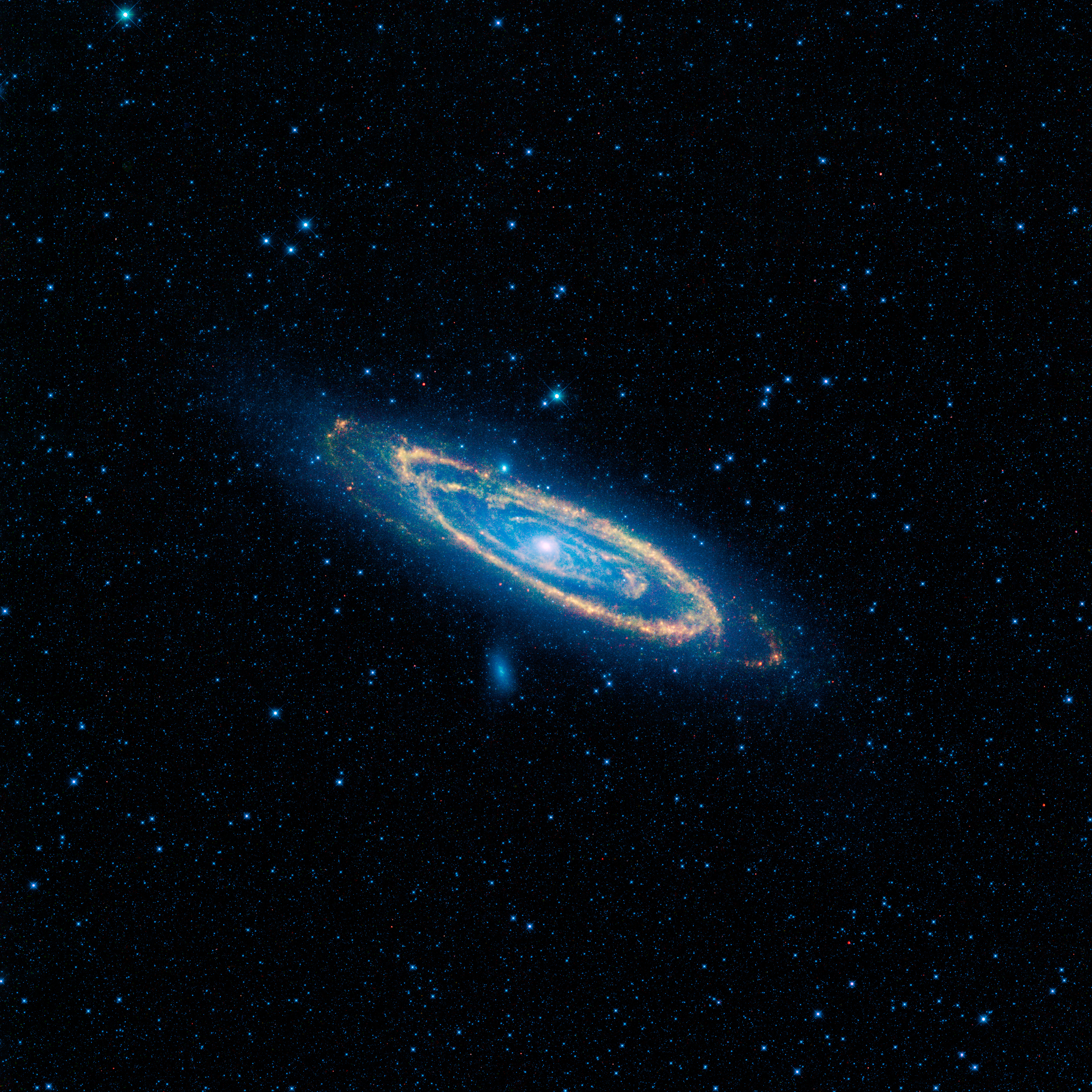
Galáxia de Andrômeda observada em infravermelho

Visível no céu noturno sob razoáveis condições de observação, a galáxia era conhecida como a "Pequena Nuvem" para o astrônomo persa Abd-al-Rahman Al-Sufi, que a descreveu em seu livro Livro de Estrelas Fixas. Deve ter sido observada e conhecida pelos astrônomos persas em Isfahan, mesmo antes do ano de 905. Segundo Richard Hinckley Allen, em seu livro Star Names: Their Lore and Meaning, a galáxia de Andrômeda já havia sido registrada em uma carta estelar holandesa de 1500. O astrônomo francês Charles Messier, que o catalogou em 3 de agosto de 1764 como sua 31ª entrada (Messier 31), atribuiu erroneamente a descoberta da galáxia a Simon Marius, que foi o primeiro a visualizar o objeto por meio de um telescópio em 1612. Giovanni Battista Hodierna, sem conhecer os trabalhos de Al Sufi e Marius, redescobriu independentemente a galáxia antes de 1654. Edmond Halley, no seu Tratado sobre Nebulosas, em 1716, credita a descoberta da galáxia ao francês Ismaël Bullialdus, que havia observado-a em 1661. Contudo, o próprio Bullialdus havia declarado que o objeto havia sido visto pelo menos 150 anos antes, por volta de 1500.

## História observacional

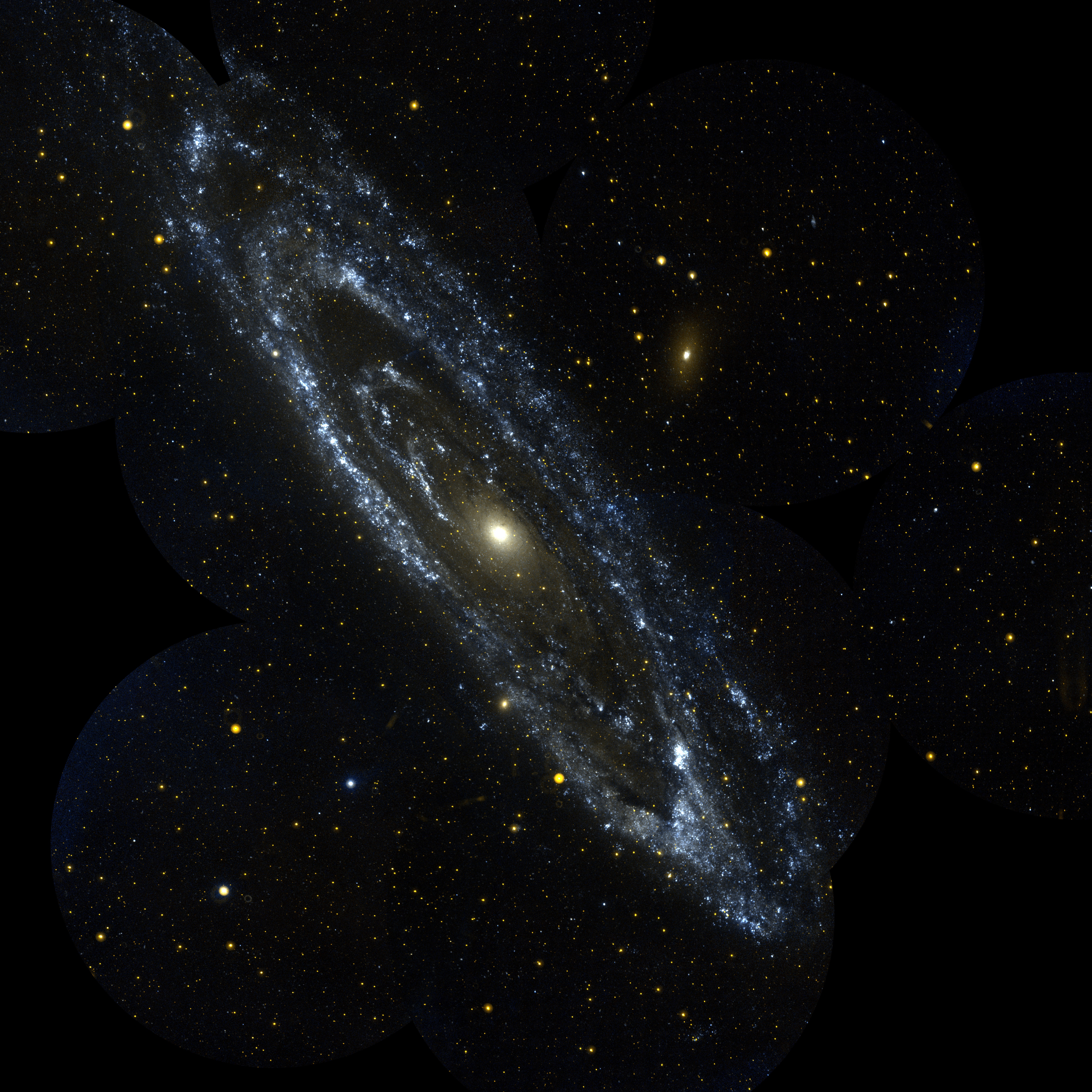
Galáxia de Andrômeda, observada em ultravioleta

Acreditava-se que a "Grande Nebulosa de Andrômeda" era uma das nebulosas mais próximas da Terra. Segundo William Herschel, descobridor de Urano, sua distância deveria não exceder 2 000 vezes a distância entre a Terra e a estrela Sirius (equivalente a 17 000 anos-luz). Via o objeto como a "ilha universo" mais próxima da Terra, como a própria Via Láctea. Segundo Herschel, a nebulosa seria um disco com um diâmetro cerca de 850 vezes a distância entre a Terra e Sirius e uma espessura equivalente a 150 vezes essa distância.
O primeiro a notar a diferença entre nebulosas gasosas, com suas linhas espectrais definidas, de outras "nebulosas", que exibem espectro contínuo, semelhante a das estrelas, que são conhecidas atualmente como galáxias, foi William Huggins, pioneiro da espectroscopia. Ele havia classificado Messier 31 na segunda classe de nebulosas. As primeiras fotografias que mostram a estrutura espiral da galáxia de Andrômeda foram tiradas por Isaac Roberts, em 1887.
Vesto Slipher, do observatório Lowell, concluiu que Andrômeda tinha a maior velocidade radial entre todas as nebulosas conhecidas, aproximando-se radialmente da terra a uma velocidade de 300 km/s (266 km/s, segundo Robert Burnham, Jr., ou 298 km/s, segundo R. Brent Tully). Este valor alto já apontava para a natureza extragaláctica do objeto.
Edwin Hubble encontrou a primeira variável cefeida na galáxia de Andrômeda. Como existe a possibilidade de estimar com razoável precisão a distância de uma cefeida em relação à Terra, foi possível determinar pela primeira vez a distância de Andrômeda em relação ao Sistema Solar. As primeiras análises estimaram essa distância em mais de um milhão de anos-luz, muito mais longe do que qualquer outro objeto conhecido até então. Hubble não sabia que havia dois tipos de cefeidas e que a estrela que ele analisou pertencia à segunda classe. Este erro não foi percebido até a construção do telescópio de 200 polegadas de abertura no Observatório Palomar. Com isso, sua distância foi recalculada, sendo mais que o dobro do que as primeiras estimativas. Hubble publicou seu estudo histórico sobre a "nebulosa de Andrômeda", apresentando-a como um sistema estelar extragaláctico (galáxia) em 1929.

## Características

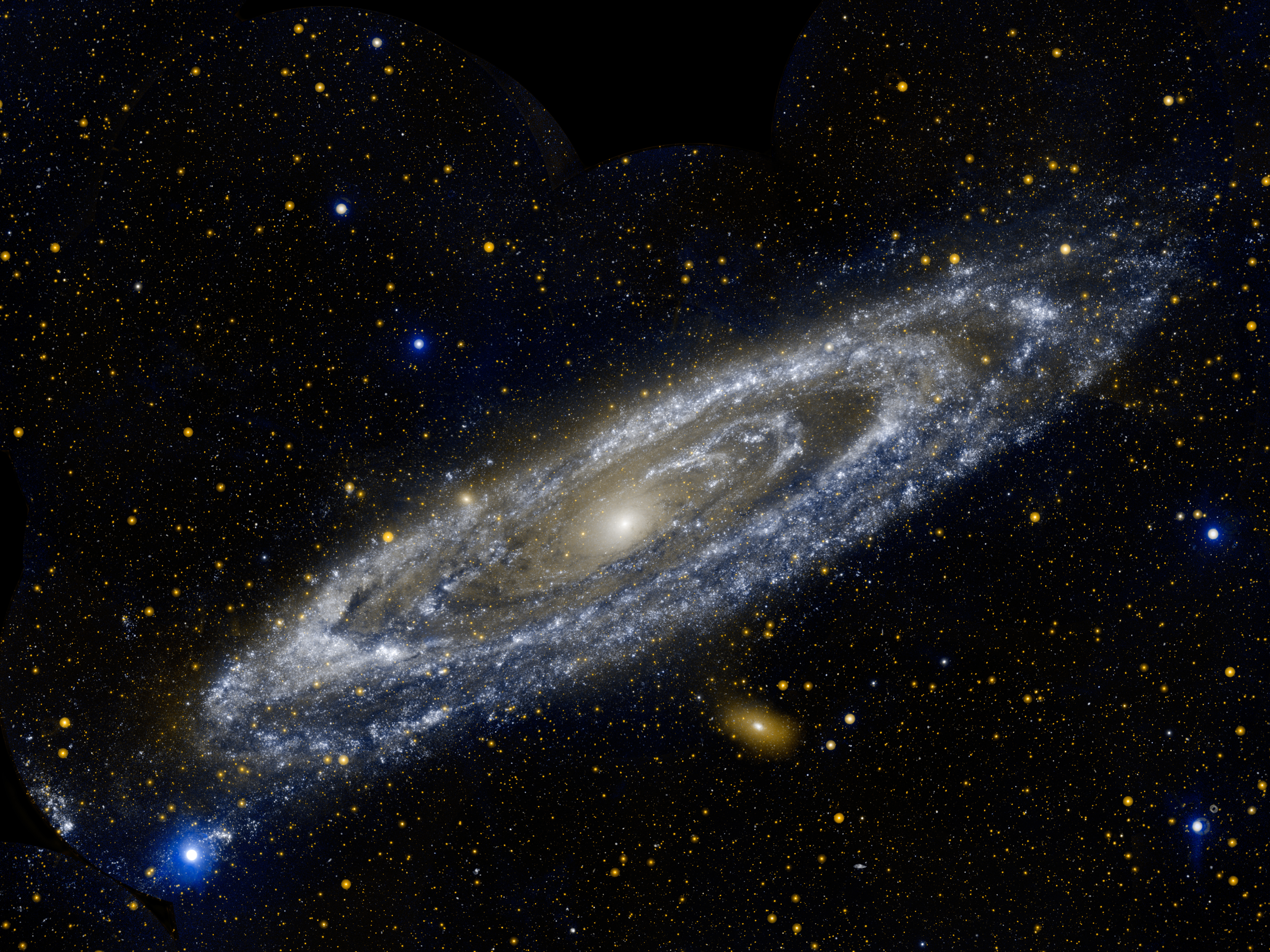
Galáxia de Andrômeda vista pelo Galaxy Evolution Explorer, NASA

Além da Via Láctea, é a galáxia mais estudada. Possibilita o estudo das características de uma galáxia que também são encontradas na Via Láctea, como a estrutura espiral, aglomerados abertos e globulares, matéria interestelar, nebulosas planetárias, remanescentes de supernova, núcleo galáctico, galáxias satélite, entre outros, mas que não podem ser estudadas devido à grande presença de poeira interestelar em nossa Galáxia.
Suas duas galáxias satélite, Messier 32 e Messier 110, são visíveis em binóculos. Messier foi o primeiro a criar um esboço contendo as três galáxias e estas, além de outras oito galáxias anãs, formam um pequeno e o mais brilhante aglomerado de galáxias do Grupo Local, um grupo de 54 galáxias gravitacionalmente ligadas e independentemente do restante do Universo, ao qual pertence a Via Láctea.
Existe uma notável interação entre Messier 32 e sua galáxia principal, Andrômeda. A galáxia elíptica causa uma  grande perturbação na estrutura espiral de Andrômeda. Os braços de hidrogênio não-ionizado estão deslocadas cerca de 4 000 anos-luz dos braços de estrelas e não pode ser seguida continuamente na área mais próxima ao seu braço vizinho menor. Simulações computadorizadas mostram que as perturbações podem ser modelados a partir de um encontro recente com a massa de estrelas de M32. Provavelmente, a galáxia satélite também tem sequelas desse encontro, perdendo muito de suas estrelas que estão agora espalhadas pelo halo galáctico de Andrômeda.
O mais brilhante aglomerado globular de Andrômeda, G1, também é o aglomerado globular mais brilhante de todo o Grupo Local, tendo uma magnitude aparente de 13,72, mais brilhante do que o aglomerado globular mais brilhante de nossa galáxia, Omega Centauri. Pode ser visto com telescópios amadores com aberturas superiores a 10 polegadas. Existem outros aglomerados globulares de Andrômeda que podem ser vistos com grandes telescópios amadores, mas 435 aglomerados globulares podem ser vistos em Andrômeda com telescópios profissionais, segundo Pauline Barmby.
A nuvem estelar mais brilhante de Andrômeda ganhou a sua própria entrada no New General Catalogue, NGC 206. John Herschel catalogou-a em 17 de outubro de 1786.

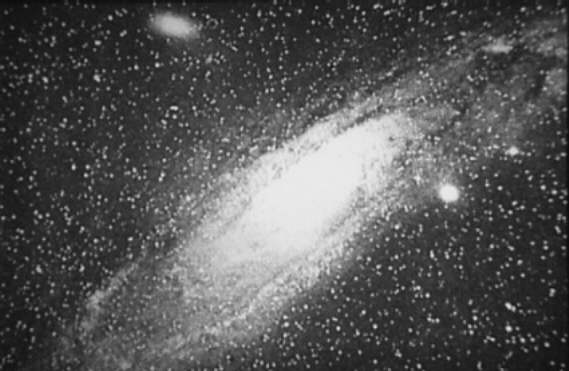
Galáxia de Andrômeda, 1899

Apesar de ser a galáxia exterior mais estudada, sua distância em relação à Terra ainda não foi bem definida. Embora seja consenso entre os astrônomos que sua distância seja de 15 a 16 vezes a distância entre a Terra e a Grande Nuvem de Magalhães, equivalente a 2,4 a 2,9 milhões de anos-luz, a própria distância da nuvem em relação à Terra também não é bem definida. Esta incerteza atinge não somente a distância até Andrômeda, mas também a distância até todas as outras galáxias conhecidas.
Em um céu noturno sob condições normais, o tamanho aparente da galáxia de Andrômeda a olho nu é cerca de 3 x 1 graus (mais precisamente 178 x 63 minutos de grau). Em binóculos de duas polegadas de abertura, o tamanho aparente da galáxia é ainda maior, cerca de 5,2 x 1,1 graus, segundo Robert Jonckhere, correspondendo a um diâmetro real de 250 000 anos-luz, considerando sua distância de 2,9 milhões de anos-luz em relação à Terra, tendo, portanto, o dobro do tamanho da Via Láctea. Considerando sua parte visível, sua massa corresponde entre 300 a 400 bilhões de massas solares, sendo menos maciço que a Via Láctea. Conclui-se que a Via Láctea é uma galáxia mais densa que Andrômeda. Sua massa total contida no halo galáctico de Andrômeda corresponde a 1,23 x 1012 massas solares, contra 1,9 x 1012 da Via Láctea.
Andrômeda contém um núcleo duplo, evidenciado pelo Telescópio Espacial Hubble. Ainda se discute se o núcleo é realmente duplo, com a absorção violenta de uma galáxia menor por Andrômeda, ou se apenas foi aparentemente dividido em dois pela poeira interestelar.
Até o momento, apenas uma supernova foi registrada em Andrômeda, a supernova de 1885. Foi a primeira supernova registrada fora da Via Láctea, em 20 de agosto de 1885, descoberto por Ernst Hartwig no observatório de Tartu, Estônia. Seu brilho alcançou a magnitude aparente 6 entre 17 e 20 de agosto e foi notado por vários outros observadores astronômicos, sendo fracamente visível a olho nu. Seu brilho enfraqueceu para a magnitude aparente 16 em fevereiro de 1890.

## Colisão com a Via Láctea

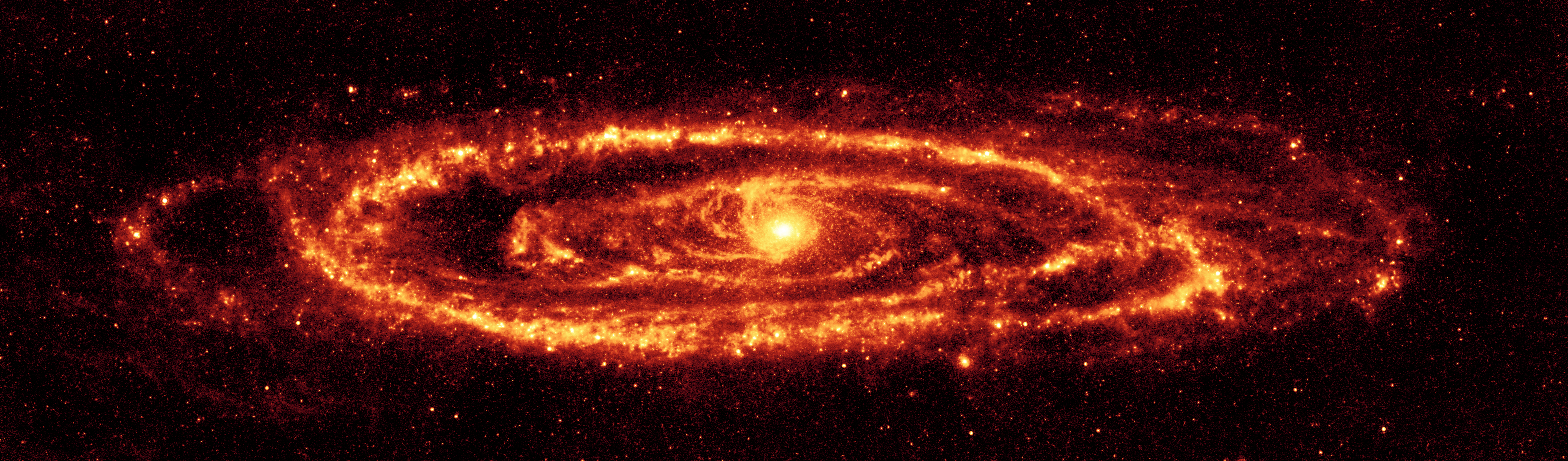
Galáxia de Andrômeda, Telescópio Espacial Hubble

Estudiosos e cientistas conseguiram prever, através de uma série de cálculos, que a nossa Via Láctea e Andrômeda estão se aproximando e colidirão. Teoricamente, o encontro aconteceria em cerca de 4 bilhões de anos: nesta época, provavelmente, a vida na Terra nem exista mais da forma como a conhecemos. Andrômeda consumiu várias galáxias menores, provavelmente nos últimos bilhões de anos, com sobras encontradas em enormes correntes de estrelas.
Os danos que tal colisão causaria são mínimos, e isso se deve ao fato dos espaços entre os astros serem muito grandes, reduzindo drasticamente a chance de colisões, o que também explica o fato de o sistema solar raramente entrar em contato com algum outro corpo celeste ao passar pelas nuvens mais densas da Via Láctea.
Segundo estudo publicado em 2020 na revista Science, dados coletados pelo Telescópio espacial Hubble os halos galáticos das duas galáxias já entraram em contato.